# Muspelheim
În mitologia nordică, Muspelheim este tărâmul flăcărilor, al giganților de foc și al stăpânului lor, Surtur. Scântei din Muspelheim au format stelele, cometele și planetele. 